# Deathstars
Deathstars er et svensk industrial metal-band som blev formet i Göteborg/Stockholm i 2000. Bandets originale lineup inkluderede Whiplasher Bernadotte (vokal), Beast X Electric (guitar), Nightmare Industries (guitar & synthesizer) og Bone W Machine (trommer).

Inden Deatstars havde Nightmare og Whiplasher et band som hed Swordmaster. Det var formet i 1995. Bone spillede i Dissection fra 1989 til 1995. Han begyndte at spille i bandet Ophthalamia. Også Nightmare har spillet i Dissection (sommeren 1997), Ophthalamia, Swordmaster og Outbreak. Vokalisten i Dissection Jon Nödtveidt var bror til Nightmare. Jon tog sit liv i 2006.

I dag består bandet af Whiplasher Bernadotte, Nightmare Industries, Bone W Machine, Skinny Disco (bass, backup vokal) og Cat Casino (guitar). Deathstars er en ironisk forkortelse af Death-metal Stars, Det tog dem 2-3 uger at finde ud af at "Deathstars" også var noget fra Star Wars.

## Bandmedlemmer
Nuværende medlemmer 

• Andreas "Whiplasher Bernadotte" Bergh (2/5/77) – vokal

• Emil "Skinny Disco" Nödtveidt (11/11/76) – bass, backup vokal 

• Oscar "Vice" Leander (05/02/90) – trommer

• Jonas "Nightmare Industries" Kangur (25/7/79) – guitar og synthesizer 

• Eric" Cat Casino" Bäckman (24/5/88) – guitar
 

Tidligere medlemmer

• Ole "Bone W Machine" Öhman (-/10/73) – trommer

• Erik "Beast X Electric" Halvorsen – guitar

## Diskografi
Album og EP'er 
 
• Synthetic Generation (2003)

• Termination Bliss (2006) 

• Night Electric Night (2009)

• The Perfect Cult (2014)

 Singler 

• Synthetic Generation (2001) 

• Syndrome (2002) 

• Cyanide (2005) 

• Blitzkreig (2006) 

Musik video'er

• Synthetic Generation (2001) 

• Syndrome (2002) 

• Cyanide (2005) 

• Blitzkrieg (2006) 

• Virtue To Vice (2007) 

## Eksterne links
Officiel hjemmeside Arkiveret 24. oktober 2007 hos  Wayback Machine

- Deathstars på Myspace

Britisk fanside Arkiveret 22. oktober 2020 hos  Wayback Machine

Østrigsk fanside Arkiveret 19. december 2014 hos  Wayback Machine

Russisk fanside Arkiveret 7. februar 2009 hos  Wayback Machine